# Radijator Zrenjanin
Radijator Zrenjanin (code BELEX : RDJZ) est une entreprise serbe qui a son siège social à Zrenjanin, dans la province de Voïvodine. Elle travaille dans le secteur de l'industrie manufacturière. Elle entre dans la composition du BELEXline, l'un des indices principaux de la Bourse de Belgrade.

## Histoire
Radijator Zrenjanin a été admise au libre marché de la Bourse de Belgrade le 11 juillet 2005.

## Activités
Radijator Zrenjanin produit des radiateurs, des chaudières et des fosses septiques.

## Données boursières
Le 19 juin 2013, l'action de Radijator Zrenjanin valait 480 RSD (4,21 EUR). Elle a connu son cours le plus élevé, soit 4 750 RSD (41,71 EUR), le 17 mai 2007 et son cours le plus bas, soit 359 RSD (3,15 EUR), le 19 avril 2010.